# Leucophora rufitibia
Leucophora rufitibia este o specie de muște din genul Leucophora, familia Anthomyiidae. A fost descrisă pentru prima dată de Stein în anul 1918.
Este endemică în Peru. Conform Catalogue of Life specia Leucophora rufitibia nu are subspecii cunoscute.